# Lionel Newman
Lionel Newman (New Haven, 14 gennaio 1916 – Los Angeles, 3 febbraio 1989) è stato un compositore statunitense di colonne sonore cinematografiche.
Molto note sono anche le sue collaborazioni artistiche con altri compositori di musica per cinema, in veste di direttore d'orchestra. Newman, ad esempio, ha diretto molte famose partiture del grande compositore Jerry Goldsmith, tra cui le musiche dei film Il presagio (1976) e Alien (1979).

## Filmografia parziale
- Il sergente immortale (Immortal Sergeant), regia di John M. Stahl - musiche addizionali (1943)
- La tua bocca brucia (Don't Bother to Knock), regia di Roy Ward Baker (1952)
- Tre ragazzi del Texas (Three Young Texans), regia di Henry Levin (1954)
- La magnifica preda (The River of No Return), regia di Otto Preminger (1954)
- La frusta d'argento (The Silver Whip), regia di Harmon Jones (1953)
- L'altalena di velluto rosso (The Girl in the Red Velvet Swing) regia di Richard Fleischer - musica addizionale (non accreditato) e conduttore (1955)
- Bravados (The Bravados), regia di Henry King (1958)
- Daniel Boone - serie TV

## Premi Oscar Miglior Colonna Sonora

### Vittorie
- Hello, Dolly! (1970)

### Candidature
- I'll Get By (1951)
- Follie dell'anno (1955)
- La felicità non si compra (1957)
- Martedì grasso (1959)
- Dinne una per me (1960)
- Facciamo l'amore (1961)
- Mentre Adamo dorme (1966)
- Il favoloso dottor Dolittle (1968)

## Premi Oscar Miglior Canzone

### Nomination
- La dama e il cowboy (1939)
- Un'avventura meravigliosa (1952)